# Кевин Расел
Кевин Ричард Расел (рођен 12. јануара 1964. године у Хамбургу) је немачки певач. Он је најпознатији као певач рок групе Böhse Onkelz (Зли ујаци), којој припада у периоду од 1980. до 2005. године, а након поновног окупљања групе 2014. године, опет је део ње. Он је такође  певач и текстописац 2012. основаног бенда Veritas Maximus .

## Живот породице
Кевин Ричард Расел је одрастао, уз сестру и брата, као најмлађе од троје деце. Његов отац, Британац, радио је у то време као пилот „Луфтхансе“, а мајка је дошла из Хамбурга. Према Раселу  она је била зависник од алкохола, што има негативан утицај на породичне односе. Расел је повремено похађао средњу школу, оставио је незавршену и на крају покушао да у средњој стручној школи стекне диплому електротехничара. Године 1977. са породицом се преселио из Хамбурга у Хоесбах. Тамо је упознао Петера Шоровског и Стефана Вајднера, са којима ће касније основати  рок бенд „ Böhse Onkelz”.
Године 1983. почео је занат за механичара  брода, али није матурирао. Од 1986. је радио као уметник тетоваже, а 1990. доживео је да му у наручју умре  најбољи пријатељ Андреас "Трими" Тримборн, након борбе ножевима у једном бару. „ Böhse Onkelz“ посвећују  преминулом касније, између осталог, песму „Само најбољи умиру млади“. Дана 27. јуна 2015. само неколико сати пре почетка концерта на Хоцкенхеимрингу, Расел се оженио  дугогодишњом  девојком  Симоне. 

## Проблеми са дрогом
Расел је дуги низ  година имао  проблема са дрогом и алкохолом. Ово питање је опевао у неким песмама, као што је „Чезнеш ли за иглом“ или “Патње”.  У јануару 2006. Расел је хоспитализован у Мајнц Универзитетској болници; бенд је навео као разлог озбиљну рецидиву дроге. Дошло је до бактеријске инфекције, због чега је морао на операцију мозга. Пио је  често  дневно и до четири и по литра Јагермеистера и конзумирао до 20 грама кокаина.

## Тешка саобраћајна несрећа
На дочек 2009. године изазвао је Кевин Расел тешку саобраћајну несрећу под утицајем дроге и при брзини од 232 км на час, у близини Франкфурта. Оптужбе против Расела који је побегао са лица места окончане су  4. октобра 2010. године  када је био осуђен због опасне вожње  на казну затвора у трајању од две године и три месеца. У августу 2011. године, Расел је започео своју затворску казну и одмах је пребачен у затворску болницу због његовог здравственог стања. У децембру 2011. године, он је изашао из затвора и отишао у рехабилитациони центар дроге.

## Veritas Maximus
Од 2012. Расел је певач бенда „Veritas Maximus“. Први њихов албум под називом „Вера и воља“ изашао је 30. маја 2014. године и заузео пето место на немачким музичким листама. Назив бенда потиче из латинског језика и треба да значи „највиша истина“, мада је граматички некоректно и требало би да носи назив veritas maxima.